# 秩父別町観光体験牧場 めぇーめぇーランド
秩父別町観光体験牧場 めぇーめぇーランド（ちっぷべつちょうかんこうたいけんぼくじょうめぇーめぇーランド）は、北海道雨竜郡秩父別町にある観光体験牧場。様々な種類の羊と触れ合うことを通して、地域において長年人々に親しまれてきた羊の文化継承を行うことを目的としている。2006年開園、管理・運営は秩父別町役場。ローズガーデンちっぷべつと隣接する。

## 概要
秩父別町観光体験牧場 めぇーめぇーランドでは、羊と触れ合い癒しの空間を作ることをテーマに、秩父別町役場の産業振興課・商工観光労働係が運営する観光施設。2006年6月24日に開園した。およそ12ヘクタールある広大な敷地に、羊が放牧されているのを散策路から見学することができる。更に、敷地内入口付近に位置する羊展示館「ふわふわ館」では、館内で飼育されている世界各国原産の羊を観覧することが可能である。屋外では「ふれあいコーナー」が設けられており、柵越しにめん羊などの羊と触れ合うことができる。
ふわふわ館内で飼育されている羊はサフォーク種やシェットランド種などイギリス原産の種類が豊富であり、その他オランダ原産のテクセルやニュージーランド原産のペレンデール、ウズベキスタン原産のロマノフなどを見ることができる。また、時期によっては羊の毛刈りを実演することもある。そのほか、施設内の体験メニューとして、オリジナルコースター・マスコットの製作や給餌体験などが用意されている。園内を一周する散策路は1キロメートルあり、およそ8ヘクタールの総面積を誇る羊の放牧場をあらゆる角度から観察することが可能である。
施設の開園時間は午前9時から午後5時の間であり、開園時期は定休日の月曜と祝祭日の翌日を除いて通年である。12月上旬から翌年の4月下旬にかけては園内の見学に予約が必要となる。来園には秩父別インターチェンジや国道233号が近く、JR秩父別駅からは車でおよそ3分の場所に位置する。

## 参考
- めぇーめぇーランド パンフレット